# Benno Hubensteiner
Benno Hubensteiner (* 4. Dezember 1924 in Gosseltshausen, Landkreis Pfaffenhofen an der Ilm, Oberbayern; † 4. Februar 1985 in München) war ein deutscher Historiker.

## Leben
Der Sohn eines Kaufmanns studierte seit 1946 Germanistik, Anglistik, Geschichte und Kunstgeschichte an der Universität München. 1953 wurde er mit einer Arbeit über den Freisinger Fürstbischof Johann Franz Eckher von Kapfing und Liechteneck bei Max Spindler promoviert.
Schon während des Studiums leistete Hubensteiner, u. a. zusammen mit Herbert Schindler und Josef Pfennigmann in einem Kreis junger bayerischer Historiker, Beiträge zu den Blättern für Geschichtsforschung und Heimatpflege, welche nach dem Krieg, Ende der 1940er und in den 1950er Jahren als Beilage der Zeitung Südostkurier erschienen.
Hubensteiner war während seines Studiums auch freier Mitarbeiter, nach Abschluss seines Studiums Redakteur in der Kulturredaktion des Bayerischen Rundfunks. Er war verantwortlich für die Sendereihen Bilder aus der Bayerischen Geschichte und Unbekanntes Bayern. Ab 1956 lehrte er als Professor für Geschichte und Kunstgeschichte an der damaligen Philosophisch-Theologischen Hochschule in Passau. Nach 1961 war er wieder beim Bayerischen Rundfunk tätig, wo er nach Gründung des Zweiten Deutschen Fernsehens (ZDF) auf Bundesebene für den Bereich des Bayerischen Rundfunks ein eigenes Zweites Programm aufbauen sollte. 1963 wurde er Direktor dieses Bayerischen Fernsehens. Er kehrte 1964 auf den Passauer Lehrstuhl zurück und wurde 1973 Ordinarius für bayerische Kirchengeschichte an der Universität München.
Von 1969 bis 1973 war er – zusammen mit August Leidl – Leiter des Instituts für Ostbairische Heimatforschung. Hubensteiners in 16 Auflagen (zuletzt 2006) erschienenes, 1950 erstmals veröffentlichtes Werk Bayerische Geschichte ist eine der bekanntesten Gesamtdarstellungen zur Geschichte Bayerns.
Er war Mitglied der katholischen Studentenverbindung K.B.St.V. Rhaetia München. 1962 erhielt er den Bayerischen Poetentaler, 1969 den Bayerischen Verdienstorden. Sein Grab befindet sich in Neumarkt-Sankt Veit. Hubensteiner war verheiratet mit Erna Hubensteiner (1933–2013).

## Schriften

### Bücher
- Bayerische Geschichte. Staat und Volk, Kunst und Kultur. Pflaum, München 1950. 16. Auflage. Rosenheim 2006, ISBN 3-475-53756-7)
- Johann Franz Eckher von Kapfing und Liechteneck, Fürstbischof von Freising (1695–1727). Leben, Wirken und Umwelt. Ein Beitrag zur Kultur- u. Geistesgeschichte des bayerischen Barocks. München 1953, zugl. Hochschulschrift  München, Phil. Fak., Diss. v. 6. Okt. 1953.
- Die geistliche Stadt. Welt und Leben des Johann Franz Eckher von Kapfing und Liechteneck, Fürstbischofs von Freising. München 1954.
- Vom Geist des Barock. Kultur und Frömmigkeit im alten Bayern. München 1967.
- Mozart und der Erzbischof. München 1970, DNB 730471926.
- Land vor den Bergen. Essays. München 1970, ISBN 3-7991-5633-X.
- Lectio Bavarica. 12 bayerische Reden. Regensburg 1976, ISBN 3-7917-0464-8.
- Biographenwege. Lebensbilder aus dem alten Bayern. München 1984, ISBN 3-7991-6232-1.
- zusammen mit Karl Hausberger: Bayerische Kirchengeschichte. München 1985, ISBN 3-7991-6250-X.
- mit Karl Bosl und Fritz Pirkl: Bayern. Portrait eines Freistaats. München 1991, ISBN 3-485-01899-6.

### Artikel
- Passauer Barockbildhauer. Die Werkstatt Perg – Seitz – Högenwald. In: Zeitschrift für Bayerische Landesgeschichte. (ZBLG), 35. Jahrgang 1972, S. 174–185 (Digitalisat)
- Bray-Steinburg, Otto Camillus Hugo Gabriel Graf. In: Neue Deutsche Biographie (NDB). Band 2, Duncker & Humblot, Berlin 1955, ISBN 3-428-00183-4, S. 564 (Digitalisat).
- Johann Franz Ecker von Kapfing und Liechteneck. In: Neue Deutsche Biographie (NDB). Band 10, Duncker & Humblot, Berlin 1974, ISBN 3-428-00191-5, S. 485 f. (Digitalisat).